# Peter Smithers
Peter Henry Berry Otway Smithers, né le 9 décembre 1913 dans le Yorkshire, en Angleterre et décédé le 8 juin 2006 à Vico Morcote, en Suisse, est un homme politique conservateur britannique. Il est député à la Chambre des communes pendant quatorze ans, ministre au début des années 1960 et Secrétaire général du Conseil de l'Europe de 1964 à 1969.

## Biographie
Peter Smithers étudie à la Harrow School et au Magdalen College d'Oxford et obtient un diplôme d'histoire moderne. En 1936, il est appelé au barreau d'Inner Temple.
En 1937, il devient un officier dans la réserve volontaire de la Royal Navy et en sort en 1958 avec le grade de lieutenant. Pendant la Seconde Guerre mondiale, il est actif dans le domaine du renseignement. La nécrologie de Smithers parue dans le Financial Times laisse entendre qu'il a été le modèle du personnage de James Bond créé par Ian Fleming, dont Smithers était un ami. C'est également Fleming qui a arrangé la carrière diplomatique de Smithers. Il est notamment attaché naval suppléant à Washington et attaché naval ad interim à Mexico.
Au niveau politique, Peter Smithers est membre du Parti conservateur. Il siège au conseil du district rural de Winchester de 1946 à 1950 et est le secrétaire personnel d'un certain nombre de ministres avant 1950. Cette année-là, il est élu député de Winchester où il reste jusqu'à sa démission en 1964. De 1962 à 1964, il est sous secrétaire d'État au Foreign Office. En 1964, il est nommé Secrétaire général du Conseil de l'Europe. Avant cela, Smithers a déjà été le délégué britannique auprès du Conseil de l'Europe.
À la fin de sa vie, Peter Smithers est un citoyen suisse. Il meurt le 8 juin 2006 à Vico Morcote, dans ce pays.